# Richard Palmer
Richard Palmer (ur. w XIX wieku - zm. w XIX wieku) – brytyjski kolarz torowy, złoty medalista mistrzostw świata.

## Kariera
Największy sukces w karierze Richard Palmer osiągnął w 1898 roku, kiedy zdobył złoty medal w wyścigu za startu zatrzymanego zawodowców podczas mistrzostw świata w Wiedniu. W zawodach tych był jedynym kolarzem, który został sklasyfikowany. Był to jedyny medal wywalczony przez Palmera na międzynarodowej imprezie tej rangi. Brytyjczyk nigdy nie wystartował na igrzyskach olimpijskich. 